# Список аббатис Кведлинбурга
Список аббатис Кведлинбурга с 966 года по 1803 год.
1. 966 — 999: Матильда[нем.]
2. 999 — 1044: Адельгейда I
3. 1044 — 1062: Беатриса I[нем.]
4. 1062 — 1096: Адельгейда II[нем.]
5. 1096 — 1110: Эйлика
6. 1110 — 1125/6: Агнесса I[нем.]
7. 1126 — 1137: Герберга[нем.]
8. 1137 — 1160: Беатриса II[нем.]
9. 1160 — 1161: Мерегарт
10. 1161 — 1184: Адельгейда III[нем.]
11. 1184 — 1203: Агнесса II
12. 1203 — 1226: София I[нем.]
13. 1226 — 1230: Бертрада I[нем.]
14. 1230 — 1231: Кунигунда[нем.]
15. 1231 — 1233: Остерлинда[нем.]
16. 1233 — 1270: Гертруда[нем.]
17. 1270 — 1308: Бертрада II[нем.]
18. 1308 — 1347: Ютта[нем.]
19. 1347 — 1353: Лиутгарда[нем.]
20. 1354 — 1362: Агнесса III[нем.]
21. 1362 — 1375: Елизавета I[нем.]
22. 1376 — 1379: Маргарита[нем.]
23. 1379 — 1405: Имгарда[нем.]
24. 1405 — 1435: Адельгейда IV[нем.]
25. 1435 — 1458: Анна I[нем.]
26. 1458 — 1511: Гедвига[нем.]
27. 1511 — 1515: Магдалена[нем.]
28. 1515 — 1574: Анна II[нем.]
29. 1574 — 1584: Елизавета II[нем.]
30. 1584 — 1601: Анна III[нем.]
31. 1601 — 1610: Мария[нем.]
32. 1610 — 1617: Доротея
33. 1617 — 1645: Доротея София[нем.]
34. 1645 — 1680: Анна София I[нем.]
35. 1681 — 1683: Анна София II
36. 1684 — 1704: Анна Доротея
37. 1704 — 1718: Аврора фон Кёнигсмарк (коадъютор)
38. 1718 — 1755: Мария Елизавета
39. 1756 — 1787: Амалия
40. 1787 — 1803: София Альбертина